# Культобе (городище)

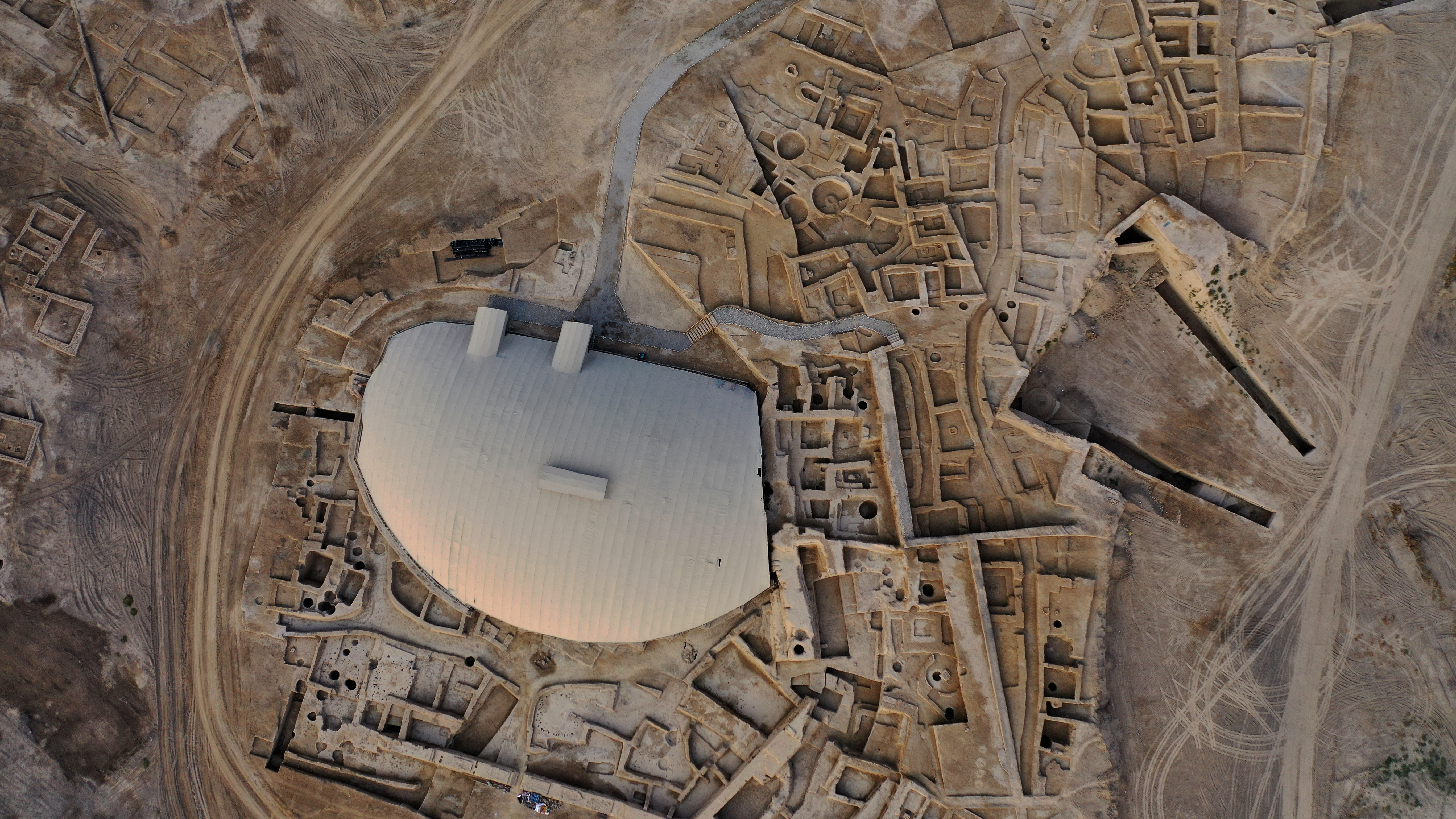
Вид сверху

Культобе (каз. Күлтөбе) — древнее городище и археологический объект, расположенный в г. Туркестан, Туркестанской области Республики Казахстан. Согласно Приказу Министра культуры и спорта Республики Казахстан от 14 апреля 2020 года № 88 входит в Государственный список памятников истории и культуры республиканского значения (№ 200).
Объект находится в буферной зоне Мавзолея Ходжи Ахмеда Ясави — памятника Всемирного наследия ЮНЕСКО.

## История

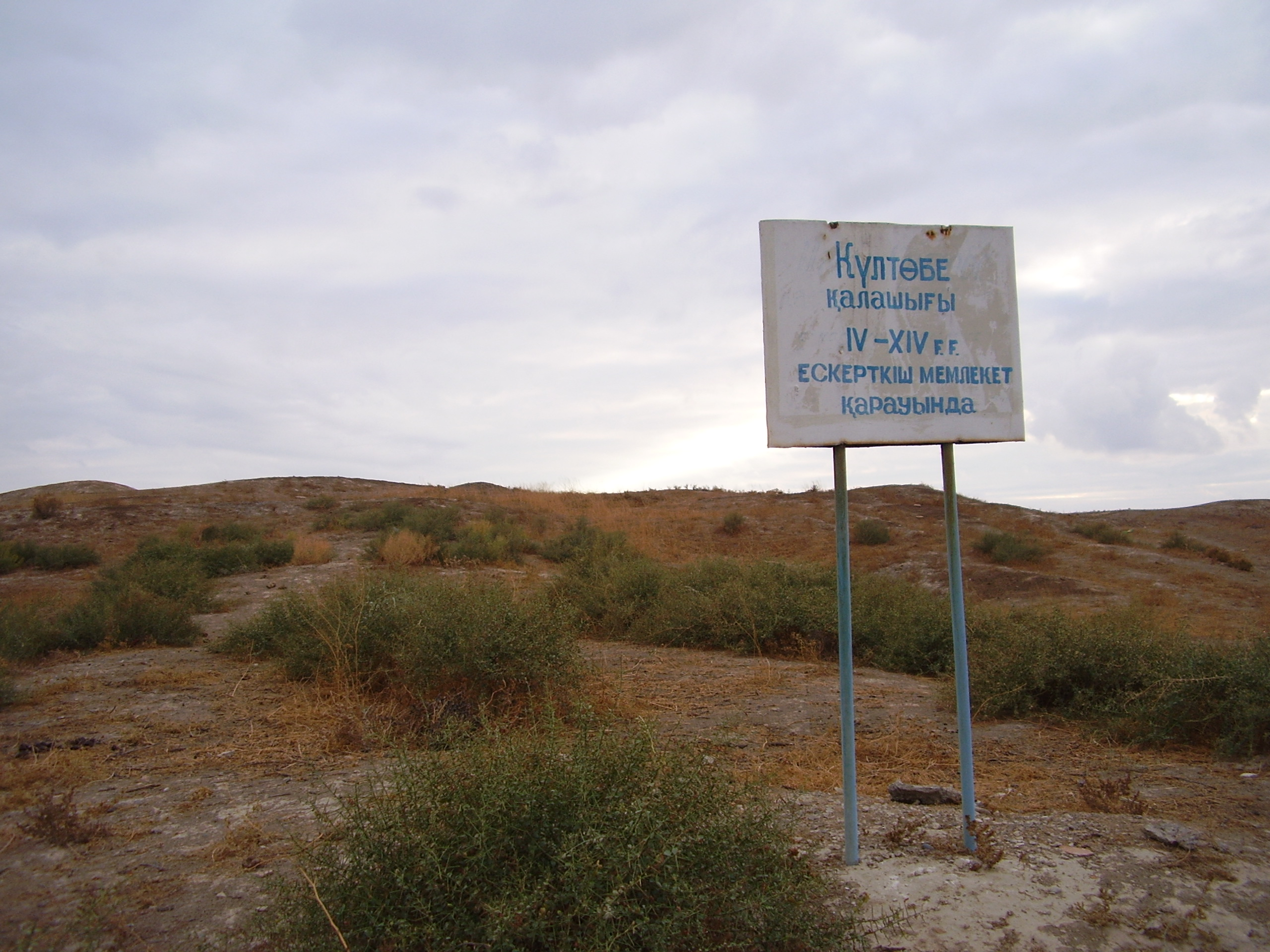
Городище в 2007 году

Первые археологические свидетельства о городище Культобе были получены в 1972 году Туркестанским археологическим отрядом Института истории и археологии им. Ч. Ч. Валиханова АН КазССР под руководством Таисии Сениговой. Был заложен раскоп в западной части бугра, но работы на нём были прекращены после вскрытия в верхнем горизонте рядовых домов XVIII—XIX веков. Были опубликованы только данные о случайно найденной монете VII—VIII веков отрарской чеканки и краткие сведения о раннесредневековой керамики, собранной в обнажении нижних слоёв.
Исследования городища Культобе продолжены в 1980—1982 годах Туркестанским археологическим отрядом Института истории и археологии им. Ч. Ч. Валиханова АН КазССР под руководством Ерболата Смагулова.
Новый этап исследований городища начат в 2010—2012 годах Туркестанским археологическим отрядом Института археологии им. А. Х. Маргулана под руководством Ерболата Смагулова.
С 2019 года ТОО «Казахский научно-исследовательский институт культуры» под руководством доктора философии (PhD), ассоциированного профессора Андрея Хазбулатова реализует проект «Реставрация исторических объектов городища Культобе» при финансовой поддержке Eurasian Resources Group (ERG). Конечной целью проекта является разработка научной концепции археологического парка под открытым небом «Городище Культобе».
Археологические исследования Культобе в Туркестане вскрыли уникальный архитектурный комплекс древней цитадели, который относится Ерболатом Смагуловым к первым векам до н. э. Этот факт позволил утверждать, что на холме Культобе локализуется цитадель города Ясы — исторической предтечи города Туркестан.
Впервые Ясы (Асон) упоминается в середине XIII века в дневнике армянского царя Гетума, совершившего путешествие в ставку золотоордынских ханов Батыя и Мунке.
Согласно мнению Михаила Массона «название Ясы не встречается в исторической литературе домонгольского периода, хотя, судя по прозвищу Ходжа Ахмеда, можно предполагать, что тогда оно уже было в ходу».
В начале средних веков на месте Ясы уже существовало крупное поселение или небольшой городок. Современное название города Туркестан употребляется с XVI в.

## Описание
Городище Культобе является древнейшим культурным, религиозным и торговым центром Великого шёлкового пути.
На территории городища обнаружены археологические памятники четырех важнейших исторических периодов Казахстана:
- I—V вв. — кангюйский период, представленный крестообразным храмом, цитаделью и крепостной стеной цитадели;
- VII—IX вв. — раннесредневековый период с жилыми и общественными постройками, обнесенными крепостной стеной;
- X—XII вв. — средневековый период — время расцвета городской культуры и период жизнедеятельности Ходжи Ахмеда Ясави;
- XVI—XIX вв. — период Казахского ханства. Каждая историческая эпоха городища представлена характерными археологическими объектами: от культовых построек до жилых помещений с множеством уникальных артефактов.

## Артефакты
Нумизматика. Одна из коллекций нумизматики датируется от II–IV вв. до ХХ вв.
Ювелирные изделия. Был найден уникальный клад ювелирных украшений эпохи кангюев.
Керамика. Керамика имеет самое большое по составу и разнообразию среди найденных археологических артефактов. Важным историческим источником являются уникальные образцы сосудов, хумов и разнообразных керамических изделий, которые позволяют отследить связь мастерства от древних кангюев до эпохи процветания самобытного туркестанского стиля.